# Tityustoxine
Tityustoxine sind eine Gruppe von Toxinen aus Skorpionen der Gattung Tityniae.

## Eigenschaften
Die Vertreter der Gattung Tityinae sind für die meisten Vergiftungen durch Skorpione verantwortlich. Sie werden in brasilianischen Arten (Tityus serrulatus, T. bahiensis und T. stigmurus) und in venezolanischen Arten (T. discrepans) gebildet. Das Gift von Tityus serrulatus ist am giftigsten.